# Víctor Micolta
Víctor Manuel Micolta Armero (Tumaco, 6 de diciembre de 1985), también conocido como Niche, es un entrenador y exjugador de fútbol colombiano que jugaba de mediocampista.
Es primo hermano del también futbolista Pablo Armero.
En la actualidad es el entrenador del Club Deportivo Villada, equipo que compite en la primera división provincial de Palencia.

## Trayectoria
Debutó en la temporada 2006-07 el 29 de octubre de 2006, en la victoria del CF Palencia por 1-0 sobre el Sestao River Club. Posteriormente fue vendido al Real Valladolid Club de Fútbol "B", en donde permanecería hasta la temporada 2007-08. La temporada 2008-09 estuvo en la UD Lanzarote y de allí pasó al Montañeros CF. En enero de 2009, reforzó al CD Motagua de la Primera División de Honduras, junto con el argentino Guillermo Santo, pero ambas contrataciones terminaron siendo tachadas como fiascos.

## Clubes
| Club                | País              | Año         |
| ------------------- | ----------------- | ----------- |
| CF Palencia         | España            | 2006        |
| Real Valladolid "B" | España            | 2007 - 2008 |
| Real Valladolid     | España            | 2008        |
| UD Lanzarote        | España            | 2008        |
| CD Motagua          | Honduras          | 2009        |
| Montañeros CF       | España            | 2009        |
| CD Binéfar          | España            | 2010        |
| CP Villarrobledo    | España            | 2010 - 2011 |
| CD Cristo Atlético  | España            | 2011 - 2012 |
| Arandina CF         | España            | 2012 - 2013 |
| CD Cristo Atlético  | España            | 2013        |
| The Panthers FC     | Guinea Ecuatorial | 2014        |
| CD Cristo Atlético  | España            | 2014 - 2015 |
| CD Becerril         | España            | 2015 - 2017 |